# Вільнюське міське самоврядування
Вільнюське міське самоврядування (лит. Vilniaus miesto savivaldybė) ― муніципальне утворення у Вільнюському повіті Литви. Утворено 1995 року. 21 грудня 1999 року до складу Вільнюського міського самоврядування було включено Грігішське староство Тракайського району, у такий спосіб Вільнюське міське самоврядування стало єдиним із семи міських самоврядувань Литви, що містить у собі більше одного населеного пункту.
Населення у серпні 2022 року ― 625 107 осіб.

## Населені пункти
- 2 міста: Вільнюс ― 542 932 (2011), Грігішкес ― 11 128 (2011);
- 3 села: Кадришкес, Няравай, Салос.